# Optimizacija (matematika)
Optimizacija ili matematičko programiranje je grana matematike koja proučava maksimiziranje i minimiziranje funkcija.